# Dennis Conner
Dennis Walter Conner (San Diego (California), 16 de septiembre de 1942), regatista estadounidense.
Graduado de la Universidad Estatal de San Diego, Conner es uno de los regatistas más famosos del siglo XX.
Ganó una medalla de bronce en los Juegos Olímpicos de Montreal 1976, en la clase Tempest, y tres campeonatos del mundo, dos en la clase Star, en 1971 y 1977, y uno en la clase Etchells en 1994. Sin embargo, el hito del que se siente más orgulloso es el de haber vencido en todas las regatas (cinco) de la clase Star durante la semana de Kiel de 1977, con una flota de 89 barcos.

## Copa América
Pero donde Conner adquirió fama mundial fue en las regatas de la Copa América.
Conner fue el patrón ganador de la Copa América en cuatro ediciones, las de 1974, 1980, 1987 y 1988, pero probablemente sea más famosos por haberla perdido dos veces.
Fue el patrón del Club de Yates de Nueva York que perdió su defensa por primera vez en 132 años, en la edición de 1983. El trofeo, que se encontraba atornillado por su base de roble en la sala de trofeos del club, tuvo que ser entregado al Real Club de Yates de Perth, y Conner tuvo suerte de que nunca se cumpliese la amenaza tantas veces escuchada en las tertulias de los socios celebradas en aquel salón: "Si alguien pierde la Copa, pondremos su cabeza en su lugar". 
El Club de Yates de Nueva York nunca más le permitió defender su grímpola, pero Conner encontró en el club de su ciudad, el Club de Yates de San Diego, en el que había ingresado a los 11 años de edad, el apoyo necesario para recuperar la Copa que perdió ante los australianos en 1983. Lo consiguió en 1987, pero la volvió a perder en la edición de 1995.